# Robert Mizrachi
Robert Mizrachi  (Sunny Isles Beach, 24 november 1978) is een professionele pokerspeler uit de Verenigde Staten. Hij won onder meer het $10.000 World Championship Pot Limit Omaha van de World Series of Poker 2007, goed voor een hoofdprijs van $768.889,-. In 2004 won hij de hoofdprijs van € 372.240,- in het € 5.000 LIDO Championship van de Master Classics of Poker in Amsterdam (goed voor $482.608,-).
Mizrachi verdiende tot en met mei 2021 meer dan $7.570.000,- in pokertoernooien (cashgames niet meegerekend). Hij is de oudere broer van pokerprof Michael 'The Grinder' Mizrachi en was vroeger pokerdealer in een casino in South Miami.

## World Series of Poker bracelets
| Jaar                       | Toernooi                                   | Prijs      |
| -------------------------- | ------------------------------------------ | ---------- |
| World Series of Poker 2007 | $10.000 World Championship Pot Limit Omaha | $768.889,- |
| World Series of Poker 2014 | $1.500 Dealer’s Choice Six Handed          | $147.092,- |
| World Series of Poker 2015 | $1.500 Omaha Hi-Lo 8 or Better             | $251.022,- |
| World Series of Poker 2016 | $10.000 Seven Card Stud Championship       | $242.662,- |
| World Series of Poker 2024 | $10.000 Dealer's Choice Championship       | $333.045,- |